# Bertil Mattsson
Knut Bertil Mattsson, född 28 december 1907 i Luleå, död där 30 september 1968, var en svensk arkitekt.
Bertil Mattsson, som var son till kontorschef Gustav Knut Mattsson och Anna Mathilda Thornander, avlade studentexamen i Luleå 1927 och avgångsexamen från Kungliga Tekniska högskolan i Stockholm 1933. Han anställdes hos länsarkitekt Eberhard Lovén i Luleå 1933, blev assistent vid länsarkitektkontoret i Norrbottens län 1936, bedrev egen arkitektverksamhet från 1939 och var stadsarkitekt i Norrbottens läns östra stadsarkitektsdistrikt från 1946. År 1960 bildade han MAF Arkitektkontor i samarbete med Lennart Alexis och Bertil Franklin. Han utförde ritningar till bland annat tekniskt gymnasium och polishus i Luleå, Murjeks kyrka, skolor och andra offentliga byggnader, affärshus samt stads- och byggnadsplaner.